# Achmadali Rizajew
Achmadali Rizajew (ros. Ахмадали Ризаев, ur. 12 marca 1912 we wsi Marchamat w obwodzie fergańskim (obecnie wilajet fergański), zm. 5 stycznia 2005) – radziecki funkcjonariusz służb specjalnych, podpułkownik, działacz państwowy i partyjny.

## Życiorys
Urodzony w biednej uzbeckiej rodzinie chłopskiej, 1929 skończył szkołę wiejską w rodzinnej wsi i 1931 technikum pedagogiczne w Andiżanie, po czym 1931-1933 pracował jako nauczyciel w szkole zawodowej. Od maja do listopada 1933 pracował w radzie wiejskiej, od listopada 1933 do września 1935 służył w Armii Czerwonej, od września do grudnia 1935 studiował na Uniwersytecie Państwowym w Samarkandzie, następnie wstąpił do NKWD. Od grudnia 1935 do grudnia 1936 słuchacz szkoły GUGB NKWD w Taszkencie, następnie skierowany do NKWD Karakałpackiej ASRR, od maja 1939 do października 1940 szef rejonowego oddziału NKWD we wsi Keczejli w Karakałpackiej ASRR, od października do grudnia 1940 szef rejonowego oddziału NKWD we wsi Tiuria-Kurgan w obwodzie namangańskim. Od stycznia 1938 członek WKP(b) grudnia 1940 do marca 1941 zastępca ludowego komisarza spraw wewnętrznych Karakałpackiej ASRR w stopniu młodszego porucznika bezpieczeństwa państwowego, od marca 1941 do 23 września 1942 ludowy komisarz spraw wewnętrznych Karakałpackiej ASRR, 3 grudnia 1941 mianowany starszym porucznikiem bezpieczeństwa państwowego.
Od września 1942 do października 1945 kolejno zastępca szefa Wydziału Specjalnego NKWD 8 samodzielnego pułku piechoty i szef Wydziału Specjalnego NKWD 211 zapasowego pułku piechoty w Ferganie, 11 lutego 1943 awansowany na majora bezpieczeństwa państwowego, później na pułkownika. Od października 1945 do czerwca 1946 zastępca szefa Wydziału Kontrwywiadu Smiersz garnizonu w Samarkandzie, od czerwca 1946 do grudnia 1948 szef Miejskiego Oddziału MGB w Lenińsku (obecnie Asaka), potem przeniesiony do pracy w partii - od grudnia 1938 do marca 1951 I sekretarz rejonowego komitetu Komunistycznej Partii (bolszewików) Uzbekistanu w Lenińsku. Od marca do sierpnia 1951 sekretarz Komitetu Obwodowego KP(b)U w Andiżanie, od sierpnia 1951 do września 1952 przewodniczący Komitetu Wykonawczego Andiżańskiej Rady Obwodowej, od października 1952 do października 1953 na kursach I sekretarzy Komitetów Obwodowych, 1953-1955 przewodniczący Komitetu Wykonawczego Fergańskiej Rady Obwodowej. Od 1955 do czerwca 1956 ponownie przewodniczący Komitetu Wykonawczego Andiżańskiej Rady Obwodowej, od czerwca 1956 do czerwca 1962 I sekretarz Komitetu Obwodowego KPU w Bucharze. Deputowany do Rady Najwyższej ZSRR od 4 do 6 kadencji.

## Odznaczenia
- Order Lenina (11 stycznia 1957)
- Order Czerwonego Sztandaru Pracy (1949)
- Order Wojny Ojczyźnianej II klasy (1945)
- Order Czerwonej Gwiazdy (25 lipca 1949)